# Forum Młodych PiS
Forum Młodych Prawo i Sprawiedliwość – organizacja młodzieżowa partii Prawo i Sprawiedliwość, której członkowie zrzeszają się w Klubach Forum Młodych PiS, organizowanych przy strukturach terenowych partii. FM PiS powstało jako wewnętrzna organizacja partii macierzystej w 2002 roku. Założycielem oraz pierwszym przewodniczącym zarządu (do 2005) był Maks Kraczkowski. Kolejnymi szefami organizacji byli Adam Hofman (2005–2011), Marcin Mastalerek (2011–2014) i Paweł Szefernaker (2014–2020). W 2020 na czele FM PiS stanął Michał Moskal.
FM PiS zrzesza osoby w wieku od 16 do 30 lat.
FM PiS jest członkiem Europejskich Młodych Konserwatystów, w latach 2017–2018 przewodniczącym organizacji był członek PiS Radosław Fogiel.